# Who's That Girl World Tour
Who's That Girl World Tour fue la segunda gira de la cantante estadounidense Madonna, realizada para promocionar su tercer álbum de estudio, True Blue, y la banda sonora Who's That Girl. Fue su primera gira mundial y recorrió Asia, América del Norte y Europa. Musical y tecnológicamente superior a su primera iniciativa, incorporó elementos multimedia para hacer más atractivo el espectáculo y Madonna se entrenó con ejercicios aeróbicos, caminatas y levantamiento de pesas, con el fin de resistir las coreografías y rutinas de baile.
Para el vestuario, colaboró con la diseñadora Marlene Stewart, con quien trabajó en la idea de traer a los personajes populares de sus vídeos. El escenario era grande, con cuatro pantallas, proyectores multimedia y una plataforma con escaleras en el medio. Patrick Leonard se desempeñó como el director musical y animó a Madonna a retocar sus primeras canciones y presentarlas con un nuevo formato. La artista nombró a la gira Who's That Girl luego de ver una enorme imagen suya proyectada en una pantalla durante los ensayos.
El concierto incluía varios cambios de vestuario, con rutinas teatrales de baile y canto, y un encore; además, abordaba temáticas sociales como el VIH/sida. En términos generales, obtuvo respuestas positivas de los críticos, quienes resaltaron la naturaleza extravagante del concierto y elogiaron las habilidades de Madonna como intérprete y bailarina. En total, recaudó 25 millones USD, con un público estimado en más de 1,5 millones de personas; según Pollstar, fue la segunda gira de 1987 más exitosa de una solista, detrás del Break Every Rule World Tour de Tina Turner. 
El espectáculo se transmitió en varios canales de televisión internacionales y posteriormente se puso a la venta en VHS y Laserdisc bajo el título de Ciao Italia: Live from Italy. La gira es notable por la presentación de una nueva personalidad suya, una imagen sexual más inteligente y fuerte que la anterior que había llevado al surgimiento de las Madonna wannabe. En el centro de la ciudad de Pacentro, donde sus antepasados solían vivir, se erigió una estatua de ella, de trece pies de altura, vistiendo un sostén cónico en su nombre.

## Antecedentes
La película de 1987 ¿Quién es esa chica?, protagonizada por Madonna, fue un fracaso de taquilla, pero la banda sonora obtuvo buenos resultados comerciales. Se compuso de cuatro temas de la cantante y cinco más interpretados por otros artistas de Warner Bros. Records: Scritti Politti, Duncan Faure, Club Nouveau, Coati Mundi y Michael Davidson. Tres de las canciones de Madonna, «Who's That Girl», «Causing a Commotion» y «The Look of Love», fueron publicadas como sencillos y tuvieron una buena recepción en las listas musicales. El álbum vendió un millón de copias en Estados Unidos y otras cinco millones en el resto del mundo.
El biógrafo y periodista J. Randy Taraborrelli señaló que en ese momento, lograr el éxito gracias al favor de Madonna demostró ser provechoso para todos los involucrados, entre ellos Warner Bros. Records, que obtuvo grandes ventas con una banda sonora que fue básicamente como una «presentación» para sus artistas «marginales». Aun así, la discográfica quería sacar más provecho del éxito de la cantante, una visión compartida por Peter Guber y Jon Peters, productores ejecutivos del filme, por lo que creyeron que una gira mundial sería lo adecuado, ya que no solo promocionaría la banda sonora y la película, sino también su tercer álbum de estudio, True Blue, de 1986. Al ser su primera gira mundial, Who's That Girl resultó ser un éxito rotundo, aunque al final ella declaró que no quería volver a escuchar ninguna de sus canciones y que no sabía si alguna vez escribiría otra; añadió: «Regresé sintiéndome tan agotada y estaba convencida de que no me acercaría a la música por mucho tiempo».

## Desarrollo

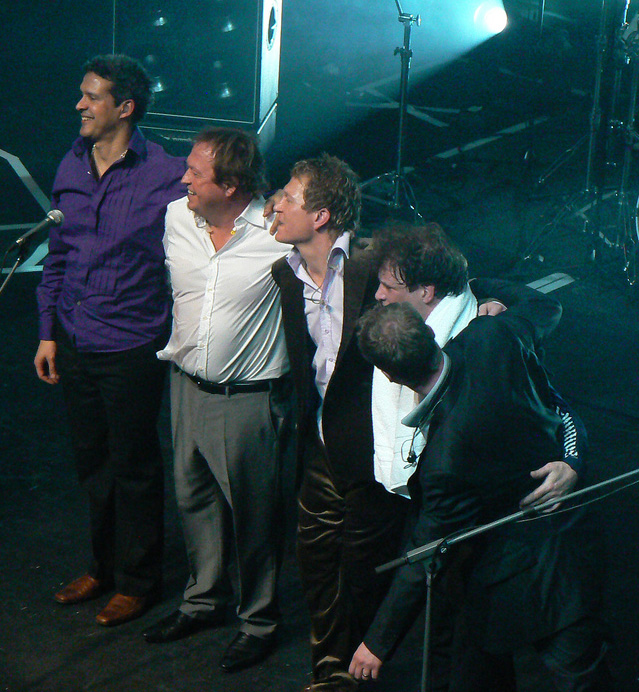
La banda británica de funk Level 42 se unió a Madonna como el acto de apertura de la gira.

Who's That Girl fue musical y tecnológicamente superior a The Virgin Tour ya que incorporó elementos multimedia para hacer más atractivo el espectáculo. Cuando se anunció de manera oficial, Madonna y su equipo iniciaron con los preparativos. Para ello, quería un concierto que mezclara drama, teatralidad, baile y coreografía «en su totalidad». Su publicista, Liz Rosenberg, comentó: «Quiere un impacto visual que sorprenda a la gente. Estaba muy determinada sobre esto. Y ella es de las que toma decisiones rápidamente; si algo no funciona, comienza de nuevo. Verán un estilo diferente este año, pero sigue siendo Madonna, aún más grande que la vida». Con el fin de comprometerse por completo y resistir las agotadoras coreografías y rutinas de baile, se entrenó con ejercicios aeróbicos en el centro de salud The Sports Connection, en Hollywood. Sumado a ello, contrató a un entrenador personal y su rutina diaria incluía levantamiento de pesas, caminatas, baile, gimnasia, trampolín, natación y ciclismo. Empezó a comer comida vegetariana con muchas proteínas y carbohidratos y evitó el sol. La banda británica de funk Level 42 se unió como el telonero de la gira, mientras que Hue and Cry y Bhundu Boys abrieron los conciertos en Londres. La imagen de Madonna era la de una chica rubia con rizos suaves, lo que le daba un contraste llamativo con las líneas firmas, casi duras, de su maquillaje de ojos y el lápiz labial; la idea de este estilo provino de su amiga, la actriz Debi Mazar.
Para el vestuario, colaboró con la diseñadora Marlene Stewart, con quien trabajó en la idea de traer a los personajes populares de sus vídeos al escenario, al imitar escenas de «True Blue», «Open Your Heart», «Papa Don't Preach» y «La isla bonita». Para «Open Your Heart», reutilizó el corsé negro diseñado por Stewart que usó en el videoclip, completo con borlas, puntas doradas y medias de red. Los otros diseños incluían un vestido de estilo flamenco para «La isla bonita» y una chaqueta de lamé dorada para «White Heat». Para la secuencia del popurrí, portó un vestido que era visualmente gracioso y, según la cantante, era «para cualquiera que me toma demasiado en serio». Inspirado en el personaje Dame Edna Everage, consistía en un sombrero adornado con frutas falsas, flores y plumas, unas gafas con joyas y con marcos negros gigantes, una pollera con volados y un corsé cubierto con objetos como relojes y muñecas. Las bragas fueron inscritas con la palabra Kiss y en su chaqueta estaba escrita la frase You Can Dance, con la letra U, una lata de sopa y Dance atrás. A Madonna se le dificultaba usar el vestido mientras cantaba debido a que era «extremadamente ajustado», y cuando debía desvestirse para el siguiente cambio de vestuario, su cuerpo solía estar cubierto de marcas rojas.
Calificado como un «espectáculo de multimedia teatral», el escenario era enorme y contenía una plataforma central de la cual descendía un tramo de escaleras. Dos plataformas inferiores respaldaban a la central, donde se ubicaba la banda y los músicos, y una pantalla gigante estaba suspendida arriba de las escaleras, la cual descendía durante el concierto. Además, dos proyectores se ubicaron en la parte delantera del escenario y transmitieron imágenes del papa y del entonces presidente Ronald Reagan. Patrick Leonard, quien fue uno de los productores de True Blue, se desempeñó como el director musical de la gira y animó a Madonna y a los músicos a retocar sus primeras canciones y presentarlas con un nuevo formato, en lugar de seguir cada nota como en los discos. De esa manera, se arreglaron algunos temas, entre ellos el popurrí de «Dress You Up», «Material Girl» y «Like a Virgin», que contenía un sample de «I Can't Help Myself (Sugar Pie Honey Bunch)», de Four Tops. Shabba Doo fue designado como el coreógrafo, y Christopher Finch, de 13 años, interpretó el rol del muchacho del vídeo de «Open Your Heart», ya que Felix Howard, quien hizo el papel original, no obtuvo una licencia de trabajo y no pudo unirse a la gira. Tres coristas y tres bailarines acompañaron a la cantante en la gira, además de que hubo una sucesión de cambios de vestuario. Madonna recibió aportes de su entonces esposo, el actor Sean Penn, y declaró: «Realmente respeto la opinión de Sean. Tiene un gran gusto y es un hombre muy brillante. Cuando estaba organizando mi gira, siempre se me venía a la mente, "me pregunto qué pensará Sean de esto". Es bastante obstinado y tiene altos estándares, y eso a veces me impulsó a tomar decisiones que de otra manera no habría tomado». Nombró a la gira Who's That Girl luego de ver una enorme imagen suya proyectada en una pantalla durante uno de los ensayos. Añadió:

Oh Dios, ¿qué he hecho? ¿Qué he creado? ¿Esa soy yo, o esta soy yo, esta pequeña persona parada aquí en el escenario? Es por eso que llamé a la gira «Who's That Girl?», porque interpreto muchos personajes, y cada vez que hago un vídeo o una canción, la gente piensa, «oh, así es ella». Y no soy como ninguno de ellos. Soy todos ellos [y a la vez] no soy ninguno de ellos. ¿Sabes a lo que me refiero?

## Sinopsis
El concierto iniciaba con una actuación de Level 42, y posterior a eso las luces parpadeaban en todo el estadio y Finch aparecía en escena buscando a Madonna; le seguían otros dos bailarines que saltaban alrededor del escenario y desaparecían. Luego, se veía la silueta de la cantante detrás de una pantalla, que proyectaba pinturas de Tamara de Lempicka, y realizaba pasos de baile detrás de esta, que lentamente comenzaba a subirse. Llevaba un corsé puntiagudo negro y medias de red, al igual que en el vídeo de «Open Your Heart». Después de bailar en las escaleras y usar una silla como soporte, descendía y comenzaba a interpretar el tema. Posteriormente, Finch se le unía de nuevo y bailaban juntos hasta el final. A esto le siguió «Lucky Star», en la que una bola de disco giraba arriba del escenario; cuando Madonna y sus bailarines se movían a su alrededor, la luz de la bola parpadeaba sobre ellos como una estrella. Para «True Blue», salió con un vestido azul de tafetán de seda sobre su corsé; el escenario tenía un marco azul similar al vídeo original, y las coristas respaldaban a Madonna e interpretaban a sus novias. Hacia el final de la canción, el bailarín Shabba Doo, que tomó el papel de su pareja, le pedía que volviese a bailar. En «Papa Don't Preach», usó una chaqueta de cuero negra sobre su vestido y caminó por el escenario, mientras en las pantallas de fondo se exhibían imágenes del papa Juan Pablo II y del entonces presidente de Estados Unidos, Ronald Reagan, así como escenas del cortometraje The Nightmare, de John Perry III; cuando la actuación finalizaba, las pantallas mostraban la frase «Sexo seguro» (Safe sex). Dedicó la canción al papa, por lo que marcó su primer conflicto con la Santa Sede e incluso este instó a los fanáticos italianos a que boicotearan los conciertos.
En «White Heat», se incluyeron diálogos de la película homónima de James Cagney de 1949 y una escena de esta en las pantallas, donde el actor decía A copper ... a copper fellas. A continuación aparecía Madonna, que vestía una chaqueta de lamé y sostenía una pistola de plástico en su mano derecha. Se presentaba otra toma de Cagney en la mitad de la actuación y la cantante apuntaba el revólver hacia sus bailarines y fingía dispararles mientras se escuchaban los disparos. Continuó con «Causing a Commotion», en cuyo final señalaba a sus bailarines y músicos y pronunciaba la letra de la canción He's got the moves baby o She's got the moves baby varias veces. Para «The Look of Love» la atención se centró en la artista. A la vez que la música introductoria iniciaba, vagaba por el escenario y fingía que estaba perdida, algo similar a su personaje Nikki Finn en ¿Quién es esa chica?, que se perdía en una secuencia similar en la película. Cuando terminaba de cantar, simulaba caminar hacia adelante mientras la cinta transportadora la llevaba para atrás hasta alejarla del escenario. Seguidamente, aparecía una cabina de teléfono roja, donde podía verse su silueta mientras se cambiaba de vestuario, y luego salía de allí portando el vestido inspirado en Edna Everage para cantar «Dress You Up». En «Material Girl», estiraba sus piernas en el escenario y mostraba su ropa interior, y en «Like a Virgin» se quitaba el atuendo pieza por pieza hasta quedar con el mismo vestuario que usó al principio del concierto; cerca del final, coqueteaba con Finch que hacía el papel de su prometido.
El telón de fondo mostraba informes de periódicos sobre el lanzamiento de fotos desnudas de Madonna, en la revista Playboy, en 1985. Luego, el telón subía y la cantante aparecía para cantar «Where's the Party», con pantalón y camiseta holgados y ajustados y lentes adornados con joyas. Para «Live to Tell», la interpretó de pie mientras solo un reflector la iluminaba, y en «Into the Groove» Finch se le unía para bailar a su lado. Aquí llevó una chaqueta de bolero rosa que tenía la lata de sopa y las palabras «U» y «DANCE» inscritas en ella. Cerca del final la acompañaban sus coristas y los tres bailarines; juntos hacían una reverencia al público y terminaban su actuación. Como parte del encore, interpretó «La isla bonita» con el mismo vestido rojo de flamenco que usó para el videoclip, y en «Who's That Girl» se paseaba por el escenario y dos de los bailarines la acompañaban, a la vez que le pedía al público que cantara con ella el estribillo. Por último, ejecutó una versión enérgica de «Holiday» la cual presentó un nuevo arreglo, con un solo de guitarra añadido por Leonard durante el puente. Cantaba el estribillo final dos veces y luego le pedía al público un peine para poder arreglarse el cabello y terminar la presentación. Con sus bailarines hacían una reverencia a los espectadores y el concierto finalizaba.

## Recepción crítica
Taraborrelli señaló varios puntos favorables sobre la gira: observó que Madonna tenía más confianza en su presencia en el escenario, su música mostraba una madurez más profunda, su voz era más completa y el espectáculo estaba coreografiado por expertos con números complejos. J. D. Considine, del Baltimore Sun, comentó: «He visto la gira de Springsteen, he visto a Dylan y a los Dead y estuve en Live Aid. De todos esos espectáculos, el de Madonna es el único que quiero ver de nuevo. Necesitas un concierto legendario si quieres salir en un estadio, y [ella] lo hace. No es tan grande físicamente, pero te llama la atención». Mikal Gilmore de Rolling Stone describió a la gira como una «fusión de coreografías al estilo Broadway [con] canciones y bailes post-disco que supera los estándares establecidos por [los] conciertos de Prince y Michael Jackson». Asimismo, distinguió a Madonna por ser «simplemente la primera artista femenina que ha protagonizado un espectáculo de este alcance». Rick Kogan, del Chicago Tribune, también fue positivo; declaró que fue «extremadamente bueno en todo su esplendor» y una «extravagancia de alta tecnología y ornamentación teatral». Alabó el sistema de sonido, la coreografía, los «muchos encantos» de Madonna y su energía «aparentemente ilimitada». Scott A. Zamost y Elizabeth Snead, de la misma publicación, opinaron de manera favorable las habilidades de Madonna como intérprete y bailarina. En este sentido, afirmaron que «mostró un fuerte registro» en baladas como «Live to Tell» y su característica de saltar a un ritmo funky destacó las constantes acrobacias. En general, comentaron que fue «un éxito, un espectáculo de múltiples vídeos, luces parpadeantes y baile de precisión».
Algunos periodistas compararon la imagen de Madonna en Who's That Girl con la de su anterior gira. Por ejemplo, Carol Gnojewski, en el libro Madonna: Fighting for Self-Expression, señaló que fue «más pulida y teatral que en su primer tour» y destacó su nueva apariencia, con un peinado corto y de estilo «marimacho» y una figura más atlética. Robert Hilburn, de Los Angeles Times, compartió esta opinión y añadió que «demostró ser una cantante mucho más fuerte y una bailarina más elegante» que en The Virgin Tour. Además, elogió la coreografía y consideró la interpretación de «Live to Tell» como el «momento más íntimo» de la noche. Por último, calificó al espectáculo como «espléndidamente organizado, con un ritmo de maravilla y, lo que es más importante, sinceramente animoso». Richard Harrington del Washington Post indicó que lucía «mejor que nunca» y sonaba «aún más segura que en su gira de 1985». En lo que respecta al concierto en sí, el crítico mencionó que era «un espléndido teatro de música pop», y lo que el público obtuvo fue lo suficiente de Madonna, es decir, «una verdadera estrella del pop profesional y brillante, segura y dueña de sí misma». Sebas E. Alonso, de Jenesaispop, también notó que presentó «grandes avances con respecto al primero», en el sentido de que hubo más recursos escénicos, como la cinta transportadora en «Causing a Commotion» y «The Look of Love», que fue «muy bien aprovechada con efectos dramáticos», la cabina telefónica para el cambio de vestuario o la silla. Por su parte, Peter Goddard del Toronto Star resaltó su voz, especialmente en «Papa Don't Preach», en la que «su destreza vocal fue considerablemente notable». Agregó también que «demostró que puede ser una chica perdida en los caminos de la vida, como su película, pero no se pierde cuando canta».
Don McLeese, del Chicago Sun-Times, expresó que la gira en estadios al parecer «ha sido programada como un proyecto de "lluvia o con sol". "Sol" parece ser una débil posibilidad [...] porque Madonna, invariablemente, toma el escenario después de que el atardecer se ha vuelto oscuro». En otra reseña para el concierto en Chicago, el mismo autor comentó: «Procedió a mostrarle al Soldier Field algunos movimientos que le permitirían ganar algo de yardas a Walter Payton, mientras le daba un giro totalmente nuevo al término "backfield en movimiento". La chica sabe cómo causar una conmoción». Para Deborah Wilker, del periódico The Day, le pareció difícil creer que una carrera tan joven como la de Madonna pudiera tener tanto material popular, puesto que en el escenario apenas llegaba a la mitad. En una opinión variada, la autora sintió que era un concierto «colorido, descarado y obsceno», pero que pertenecía más a un teatro o a una sala de exposiciones de Las Vegas que a un estadio, ya que en este último el atractivo de Madonna «se perdía por completo», lo cual era «una pena, teniendo en cuenta lo duro que trabaja». Sugirió que tocase en lugares más pequeños, porque la energía requerida para este espectáculo «no se puede aprovechar diariamente». Ann Ayers, editora de USA Today, sintió que el concierto era alto en brillo pero bajo en cociente afectivo, esto debido a que Madonna suele partir para cierto tipo de espectáculo, muy al estilo de Broadway, con canciones y bailes, lo que dificultaba establecer una conexión con el público, «y debo decir que no lo hizo». Jon Pareles del New York Times manifestó que el concierto era como «hojear un catálogo de vídeos caseros de películas antiguas». Si bien aprobó el trabajo de la banda y reconoció que la artista trabajó duro para entretener al público, no había sido «totalmente conmovedor», dado que tuvo que pedir en dos ocasiones que el público se levantara y bailara, sumado a que no tuvo grandes mensajes ni revelaciones.

## Recepción comercial

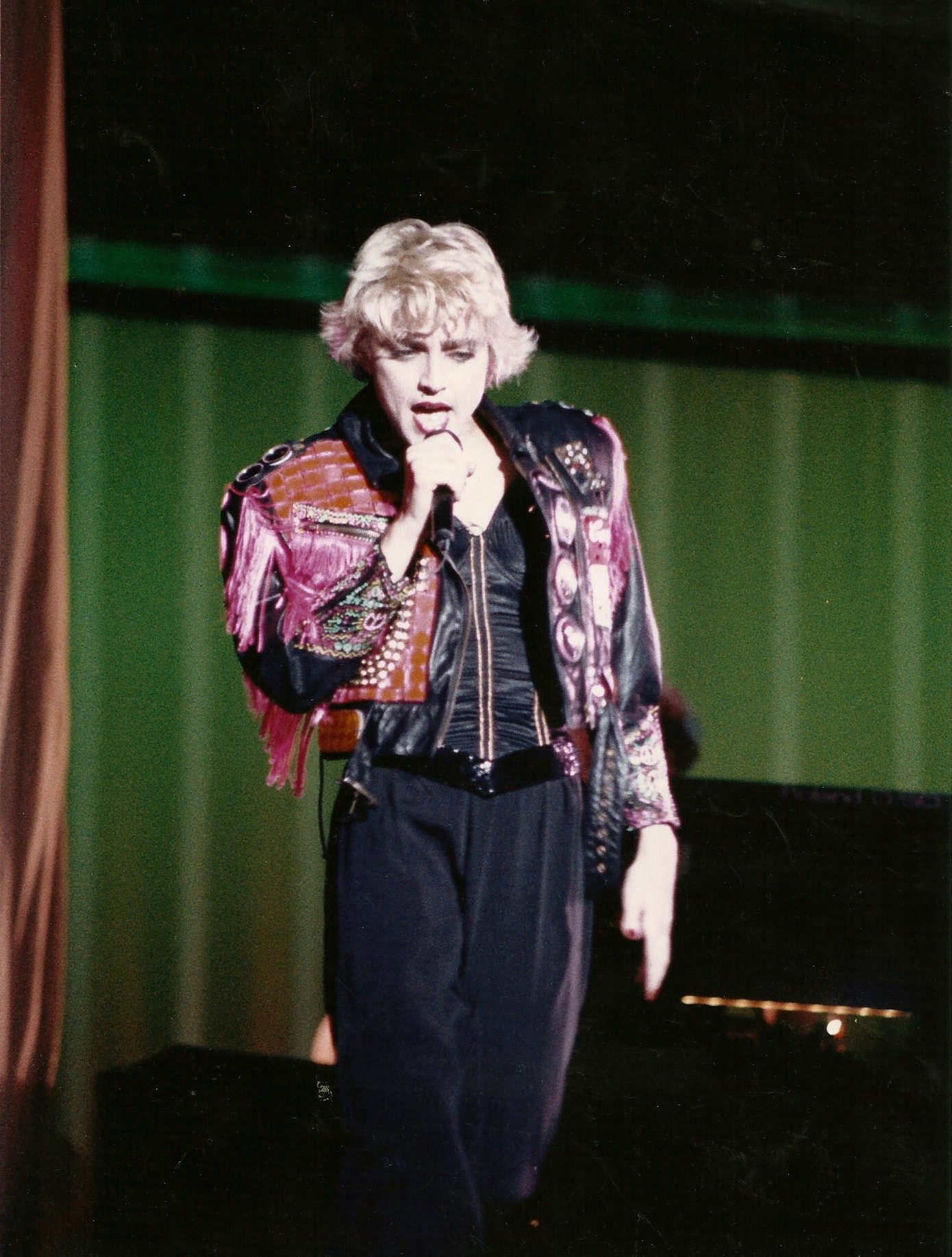
El concierto en París fue visto por 130 000 personas, la mayor audiencia de Madonna y la mayor asistencia en la historia de Francia. En la imagen, la cantante interpretando «Into the Groove» en dicha ciudad.

Who's That Girl logró varios récords y fue un éxito comercial. En Londres, las entradas para las dos primeras fechas en el estadio de Wembley se agotaron en 18 horas, por lo que se programó una tercera. Más de 70 000 espectadores presenciaron la primera de ellas y 73 000 asistieron al concierto en la ciudad de Leeds. Los boletos para las actuaciones en Fráncfurt y Róterdam también se vendieron por completo. El espectáculo en París, ante 130 000 fanáticos, permanece como su mayor audiencia y como la mayor asistencia en la historia de Francia. En un principio, el alcalde de Sceaux, Pierre Ringenbach, se opuso a que se llevara a cabo puesto que no «era el lugar adecuado» y porque no se mostró muy impresionado con la cantante. Sin embargo, el entontces alcalde de París, Jacques Chirac, intervino junto al Consejo Administrativo para desautorizarlo. Madonna donó 80 000 USD de las ganancias en ese concierto a una organización benéfica para la investigación sobre el VIH/sida. También se planeó que actuara en Basilea (Suiza) el 31 de agosto, pero las negociaciones entre la administración de Madonna y los organizadores locales fracasaron debido al alto costo de un millón de dólares que exigía el equipo de la cantante; como resultado, Niza se agregó al itinerario. La emisora estatal italiana RaiUno presentó y transmitió en todo el mundo su primer show en el país, en la ciudad de Turín, que vendió todas las 60 000 entradas disponibles.
En Japón, mil soldados tuvieron que detener a una multitud de 25 000 admiradores que buscaban saludar a Madonna en el aeropuerto. Cuando severas tormentas forzaron la cancelación de sus primeros conciertos, los fanáticos decepcionados se amotinaron y la artista tuvo que enfrentarse a adolescentes descontrolados que se mojaban por la lluvia fuera del estadio. Por consiguiente, los promotores debieron reembolsar unos 7 millones USD a los compradores de las entradas. Algunos comentaristas de los medios calificaron esta decisión como «una ofensa», e incluso muchas personas se negaban a salir del estadio y rogaban que la cantante se presentara. Todo lo recaudado en el Madison Square Garden de la ciudad de Nueva York fue destinado a la Fundación para la Investigación sobre el Sida (amfAR, por sus siglas en inglés) y Madonna dedicó la interpretación de «Live to Tell» a su difunto amigo Martin Burgoyne, quien diseñó la portada del sencillo «Burning Up» (1983). Una vez que finalizó, se convirtió en la segunda gira de 1987 más exitosa de una solista, detrás del Break Every Rule World Tour de Tina Turner, con un público estimado en más de 1,5 millones de personas y una recaudación de 25 millones USD. La revista Forbes la nombró la artista femenina con mayores ingresos de ese año.

## Transmisiones y grabaciones
El concierto en el Korakuen Stadium de Tokio se transmitió solo en Japón el 22 de junio de 1987 y posteriormente se puso a la venta en VHS y Laserdisc bajo el título de Who's That Girl: Live In Japan; fue la primera transmisión televisiva en la que se usó el sonido Dolby Surround. Mitsubishi, empresa para la cual la cantante participó en comerciales para videocaseteras, se encargó de promocionar el material. El 4 de septiembre de ese año, el especial Madonna in Concerto, filmado en el Estadio Olímpico de Turín, se emitió en vivo en los canales de Italia (RAI), Francia (TF1), Alemania (SAT1), Austria (ORF) y España (TVE), como así también en Australia y en los Países Bajos.
La gira se grabó profesionalmente y se publicó mundialmente como Ciao Italia: Live from Italy en 1988. Contiene el concierto completo grabado en tres ciudades diferentes: en Tokio, el 22 de junio, en Turín, el 4 de septiembre, y en Florencia, el 6 de ese mismo mes. En 1999, estuvo disponible en DVD. Heather Phares, de Allmusic, comentó que «aunque [es] mucho más simple y con menos coreografía que su extravagancia posterior como The Girlie Show World Tour (1993), Ciao Italia es entretenido por derecho propio y definitivamente complacerá a los admiradores nostálgicos de [...] Madonna». Dennis Hunt, de Los Angeles Times, también fue favorable y afirmó que es «un espectáculo italiano festivo con la Chica Material, que se ha convertido en una artista de primer nivel, pavoneándose y cantando sus más grandes éxitos en llamativas puestas en escena». Alcanzó el primer lugar en la lista Top Music Videocassettes de Billboard y fue el 27.º videocasete más exitoso de ese año. También llegó al tercer puesto en Canadá en 1990 y en Finlandia en 2009, y recibió un disco de platino en Argentina y en Estados Unidos.

## Legado
Según Taraborrelli, «muchas artistas femeninas se comportan como divas por un tiempo cuando alcanzan el estatus de superestrella, y la gira Who's That Girl? marcó el inicio de esta etapa de Madonna». Por ejemplo, no permitía que los miembros del equipo hablasen directamente con ella; para ello, tenían que dirigirse a sus representantes para que no la distrajeran del asunto en cuestión. También prohibió que sus bailarines le hablaran y los músicos no tenían permitido ni siquiera mirarla a menos que estuvieran en el escenario con ella. Además, cuando entraba y salía del escenario, exigió que los gerentes tuviesen sábanas a su alrededor para protegerla de los ojos de «aquellos que no pudieran evitar mirarla fijamente». Pat Kane, miembro de la banda Hue and Cry, que abrió los espectáculos en Londres, compartió estas opiniones y añadió que era el «ente más rompebolas que jamás haya visto» y que su comportamiento fue «espantoso», debido a que si algo salía mal, «se volvía loca y empezaba a gritarle a todo el mundo. Fue mi primera visión de una verdadera diva, y realmente me abrió los ojos». Freddy DeMann, representante de la cantante, comentó que «tiene una manera de exigir que te obliga a prestarle toda tu atención», a lo que Taraborrelli creyó que tal comportamiento en realidad era una indicación de su éxito.
La gira es notable por la presentación de una nueva personalidad suya, una imagen sexual más inteligente y fuerte que la anterior que había llevado al surgimiento de las Madonna wannabe. Considine opinó que «lo importante que la artista hizo fue demostrar cómo la sexualidad femenina puede ser una fuente de fortaleza. Tradicionalmente, en la cultura pop, una mujer puede desempeñar dos roles: la niña buena y la niña mala, y la niña mala nunca se la toma en serio. Pero Madonna revela la parafernalia de una niña mala y exigió que la tomasen en serio, porque ella no se rinde. Me di cuenta de la fuerza y el poder que estaba bajo su imagen todo el tiempo». Richard Harrington, del Washington Post, remarcó que la gira demostró que la imagen de «mujerzuela pop» terminó siendo una «exageración mediática» y no una definición de su carrera. Roy Shuker, en su libro Understanding Popular Music, sostuvo que sus admiradoras, al imitar su vestimenta desde los primeros años de su carrera, asumieron el éxito y el glamur que ella simbolizaba, a la vez que se identificaban con sus valores proyectados sobre la rebelión contra la autoridad parental y su combinación de libertad sexual con responsabilidad personal. Otro punto que se destacó fue el uso amplio de la técnica multimedia a su máximo potencial. En este sentido, Mark Bego, autor de Madonna: Blonde Ambition, señala que la cantante «transformó el concepto de una gira de conciertos centrándose en las canciones. Convirtió su Who's That Girl? Tour en una técnica [...] multimedia ubicua al incluir canciones, bailes, coreografías, vídeos, pantallas gigantes, telones de fondo —por no mencionar los sermones y los mensajes sutiles— que hicieron que el canto fuera una calidad secundaria para los asistentes. Evidente por la gente que se agolpaba para ver la gira, estaban allí para ver el espectáculo, no a Madonna de pie frente al micrófono y cantando».
En Italia, Madonna conoció a algunos de sus parientes de Pacentro, pueblo donde se habían casado sus abuelos paternos, Gaetano y Michelina Ciccone. Sin embargo, no era el hogar glorioso que había esperado e incluso algunos de sus familiares dejaron en claro que estaban escandalizados por su apariencia y comportamiento. Se habló de hacerla ciudadana honoraria de la ciudad y, eventualmente, se erigió una estatua de ella, de trece pies de altura, vistiendo un sostén cónico en su nombre. El Vaticano se mostró indignado por los planes de erigir la estatua, y el portavoz del papa comentó que «sería demasiado sexy y podría corromper la moral de los jóvenes de Italia».

## Actos de apertura
- Level 42
- Hue and Cry (Londres)[9]
- Bhundu Boys (Londres)[10]

## Lista de canciones
Repertorio y samples tomados del sitio web oficial de Madonna y de las notas del VHS Ciao Italia: Live from Italy.
1. «Open Your Heart»
2. «Lucky Star»
3. «True Blue»
4. «Papa Don't Preach»
5. «White Heat»
6. «Causing a Commotion»
7. «The Look of Love»
8. Popurrí: «Dress You Up» / «Material Girl» / «Like a Virgin» (contiene fragmentos de «I Can't Help Myself (Sugar Pie Honey Bunch)»)
9. «Where's the Party»
10. «Live to Tell»
11. «Into the Groove»
12. «La isla bonita»
13. «Who's That Girl»
14. «Holiday»

## Fechas
| Fecha                   | Ciudad           | País                          | Lugar                              | Asistencia                 | Recaudación   |
| Asia                    | Asia             | Asia                          | Asia                               | Asia                       | Asia          |
| ----------------------- | ---------------- | ----------------------------- | ---------------------------------- | -------------------------- | ------------- |
| 14 de junio de 1987     | Osaka            | Japón                         | Osaka Stadium                      | No disponible              | No disponible |
| 15 de junio de 1987     | Osaka            | Japón                         | Osaka Stadium                      | No disponible              | No disponible |
| 20 de junio de 1987     | Tokio            | Japón                         | Korakuen Stadium                   | No disponible              | No disponible |
| 21 de junio de 1987     | Tokio            | Japón                         | Korakuen Stadium                   | No disponible              | No disponible |
| 22 de junio de 1987     | Tokio            | Japón                         | Korakuen Stadium                   | No disponible              | No disponible |
| América del Norte       |                  |                               |                                    |                            |               |
| 27 de junio de 1987     | Miami            | Estados Unidos                | Orange Bowl                        | 55 600 / 56 000            | $1 005 260    |
| 29 de junio de 1987     | Atlanta          | Estados Unidos                | The Omni                           | 12 526 / 12 526            | $250 520      |
| 2 de julio de 1987      | Washington D. C. | Estados Unidos                | Robert F. Kennedy Memorial Stadium | 30 189 / 42 000            | $603 780      |
| 4 de julio de 1987      | Toronto          | Canadá                        | CNE Stadium                        | 45 184 / 50 000            | $829 184      |
| 6 de julio de 1987      | Montreal         | Canadá                        | Forum de Montreal                  | No disponible              | No disponible |
| 7 de julio de 1987      | Montreal         | Canadá                        | Forum de Montreal                  | No disponible              | No disponible |
| 9 de julio de 1987      | Foxborough       | Estados Unidos                | Sullivan Stadium                   | 48 384 / 48 384            | $1 068 975    |
| 11 de julio de 1987     | Filadelfia       | Estados Unidos                | Veterans Stadium                   | 46 182 / 51 500            | $969 815      |
| 13 de julio de 1987     | Nueva York       | Estados Unidos                | Madison Square Garden              | 14 262 / 14 262            | $688 225      |
| 15 de julio de 1987     | Seattle          | Estados Unidos                | Kingdome                           | No disponible              | No disponible |
| 18 de julio de 1987     | Anaheim          | Estados Unidos                | Anaheim Stadium                    | 62 986 / 62 986            | $1 417 185    |
| 20 de julio de 1987     | Mountain View    | Estados Unidos                | Shoreline Amphitheatre             | No disponible              | No disponible |
| 21 de julio de 1987     | Mountain View    | Estados Unidos                | Shoreline Amphitheatre             | No disponible              | No disponible |
| 24 de julio de 1987     | Houston          | Estados Unidos                | Astrodome                          | 39 472 / 40 000            | $789 440      |
| 26 de julio de 1987     | Irving           | Estados Unidos                | Texas Stadium                      | 40 601 / 41 000            | $812 020      |
| 29 de julio de 1987     | Saint Paul       | Estados Unidos                | Saint Paul Civic Center            | No disponible              | No disponible |
| 31 de julio de 1987     | Chicago          | Estados Unidos                | Soldier Field                      | 47 407 / 47 407            | $1 066 658    |
| 2 de agosto de 1987     | East Troy        | Estados Unidos                | Alpine Valley Music Theatre        | 21 988 / 21 988            | $455 605      |
| 4 de agosto de 1987     | Richfield        | Estados Unidos                | Richfield Coliseum                 | 22 100 / 23 216            | $497 250      |
| 5 de agosto de 1987     | Richfield        | Estados Unidos                | Richfield Coliseum                 | 22 100 / 23 216            | $497 250      |
| 7 de agosto de 1987     | Pontiac          | Estados Unidos                | Pontiac Silverdome                 | 41 017 / 44 556            | $881 866      |
| 9 de agosto de 1987     | East Rutherford  | Estados Unidos                | Giants Stadium                     | No disponible              | No disponible |
| Europa                  |                  |                               |                                    |                            |               |
| 15 de agosto de 1987    | Leeds            | Reino Unido                   | Roundhay Park                      | No disponible              | No disponible |
| 18 de agosto de 1987    | Londres          | Reino Unido                   | Estadio de Wembley                 | No disponible              | No disponible |
| 19 de agosto de 1987    | Londres          | Reino Unido                   | Estadio de Wembley                 | No disponible              | No disponible |
| 20 de agosto de 1987    | Londres          | Reino Unido                   | Estadio de Wembley                 | No disponible              | No disponible |
| 22 de agosto de 1987    | Fráncfort        | República Federal de Alemania | Waldstadion                        | No disponible              | No disponible |
| 25 de agosto de 1987    | Róterdam         | Países Bajos                  | Feijenoord Stadion                 | No disponible              | No disponible |
| 26 de agosto de 1987    | Róterdam         | Países Bajos                  | Feijenoord Stadion                 | No disponible              | No disponible |
| 29 de agosto de 1987    | París            | Francia                       | Parc de Sceaux                     | No disponible              | No disponible |
| 31 de agosto de 1987    | Niza             | Francia                       | Stade de l'Ouest                   | No disponible              | No disponible |
| 4 de septiembre de 1987 | Turín            | Italia                        | Stadio Comunale                    | No disponible              | No disponible |
| 6 de septiembre de 1987 | Florencia        | Italia                        | Stadio Artemio Franchi             | No disponible              | No disponible |
| Total                   | Total            | Total                         | Total                              | 527 898 / 555 825 (94,9 %) | $11 335 783   |

## Créditos y personal
Créditos y personal adaptados del libro de la gira, Who's That Girl Tour Program.

### Concierto
- Freddy DeMann: administración personal (The DeMann Entertainment Company)
- Jeffrey Hornaday: director de la gira
- Eric Barnett: mánager de la gira
- Patrick Leonard: director musical
- Jerome Sirlin: escenógrafo
- Shabba Doo: coreografía

### Banda
- Madonna: voz
- Patrick Leonard: teclados
- Jai Winding: teclados
- James Harrah: guitarra
- David Williams: guitarra
- Kerry Hatch: bajo
- Jonathan Moffett: batería
- Luis Conte: percusión
- Donna De Lory: coros
- Niki Haris: coros
- Debra Parson: coros
- Shabba Doo: bailarín
- Ángel Ferreira: bailarín
- Chris Finch: bailarín

### Equipo
- Liz Rosenberg: publicista (Warner Bros. Records)
- Paul Schindler: abogado (Grubman Indursky & Schindler)
- Joel Weinstein: abogado (Grubman Indursky & Schindler)
- Bent Padell: dirección de empresas
- Tom Ross: agente de reservas (Creative Artists Agency Inc.)
- Rob Light: agente de reservas (Creative Artists Agency Inc.)
- Gerry Stickells: gestión de producción (G.L.S. Productions)
- Paul Clements: gestión de producción (G.L.S. Productions)
- Chris Lamb: gestión de producción (G.L.S. Productions)
- Sire Records Company: compañía discográfica
- Warner Bros. Records: compañía distribuidora
- Melissa Crow: asistente de Madonna
- Michelle Johnson: asistente de Jeffrey Hornaday
- Clay Dave: seguridad
- Chris Annstein: seguridad
- Rob Spurlock: seguridad
- Marlene Stewart: diseñadora de vestuario
- Christopher Ciccone: vestuario
- Rob Saduski: vestuario
- Debi Mazar: maquillaje y peinado
- Julie Chertow: masajista
- Doug Mcneill: contador (Phoenix Management)
- Robert Parr: entrenador
- Peter Chaplin: cocinero
- Dan Wohleen: asistente de mánager de la gira
- Mario Ciccone: utilería y ambiente
- Dell Furang: mercadotecnia (Winterland Productions)
- Rick Fish: mercadotecnia (Winterland Productions)

### Equipo de la banda
- Eddie Reynolde: técnico de teclado
- John Good: técnico de batería
- Andy Gerowe: técnico de guitarra
- Clair Brothers Audio: sonido
- Dave Kob: ingeniería de sonido
- Randy Weitzel: equipo de sonido
- Milron Green: equipo de sonido
- Steven Helm: equipo de sonido
- Tom Mensching: equipo de sonido
- Robert Miller: equipo de sonido
- John Powell: equipo de sonido
- Mex Ray: equipo de sonido
- Peter Morse: diseño de iluminación y dirección
- Bonnie Becker: director de iluminación
- Phillip Rammit: equipo de iluminación
- Ronald Curle: equipo de iluminación
- Robert Seator: equipo de iluminación
- Mitchell Kellen: equipo de iluminación
- Warmlite: luces
- Larry Sizemore: equipo de Warmlite
- Eric Dismuke: equipi de Warmlite
- Gary Lewis: equipo de Warmlite
- Joey Chamdurian: equipo de Warmlite
- Steve Owens: equipo de Warmlite
- John McGraw: construcción de escenario (Planview Incorporated)
- John Miles: construcción de escenario (Planview Incorporated)
- John Blehem: equipo de escenario
- Jim Aman: equipo de escenario
- David Knoff: equipo de escenario
- Curtis Mattles: equipo de escenario
- Lennie Duice: equipo de escenario
- Mike Pagani: equipo de escenario
- Eddie Mercil: equipo de escenario
- Jeff Johnson: equipo de escenario
- John Perry III: director y productor del segmento de «Papa Don't Preach» (Video Nocturne Incorporated)
- Mark Miceli: equipo de vídeo
- Sherman Kennedy: equipo de vídeo
- Connie Lawrence: equipo de vídeo
- Steve Henry: equipo de vídeo
- Gordon Baird: equipo de vídeo
- Jaime Castellenos: equipo de vídeo
- Gary Book: equipo de vídeo
- Terry Brennan: equipo de vídeo
- Trucking Upstaging: compañía de transporte
- Mountain Productions, Inc.: escenario exterior
- Paige Revan: agente de viaje (Travel Services)
- Leegs Travel: agente de viaje (Travel Services)
- Paula Lamb: agencia de viajes Air Apparent Inc.
- Eagle Coach Inc.: transporte
- Productions Arts Lighting, Inc.: producción

### Tour book
- John Coulter: diseño del libro de la gira (John Coulter Design Inc.)
- Herb Ritts: fotografía
- Bruce Weber: fotografía
- Alberto Tolot: fotografía
- Deborah Feingold: fotografía
- Robert Mann: letra en blanco y negro y logo de la gira
- Gavin Seat: copia (Warner Bros. Records)
- Aldus Type Studio Ltd: composición tipográfica
- John Beard: producción impresa
- Daniel Catherine: texto impreso
- Michael John: separaciones de color e impresión (Pacific Lithograph Company)